# David W. Hopkins

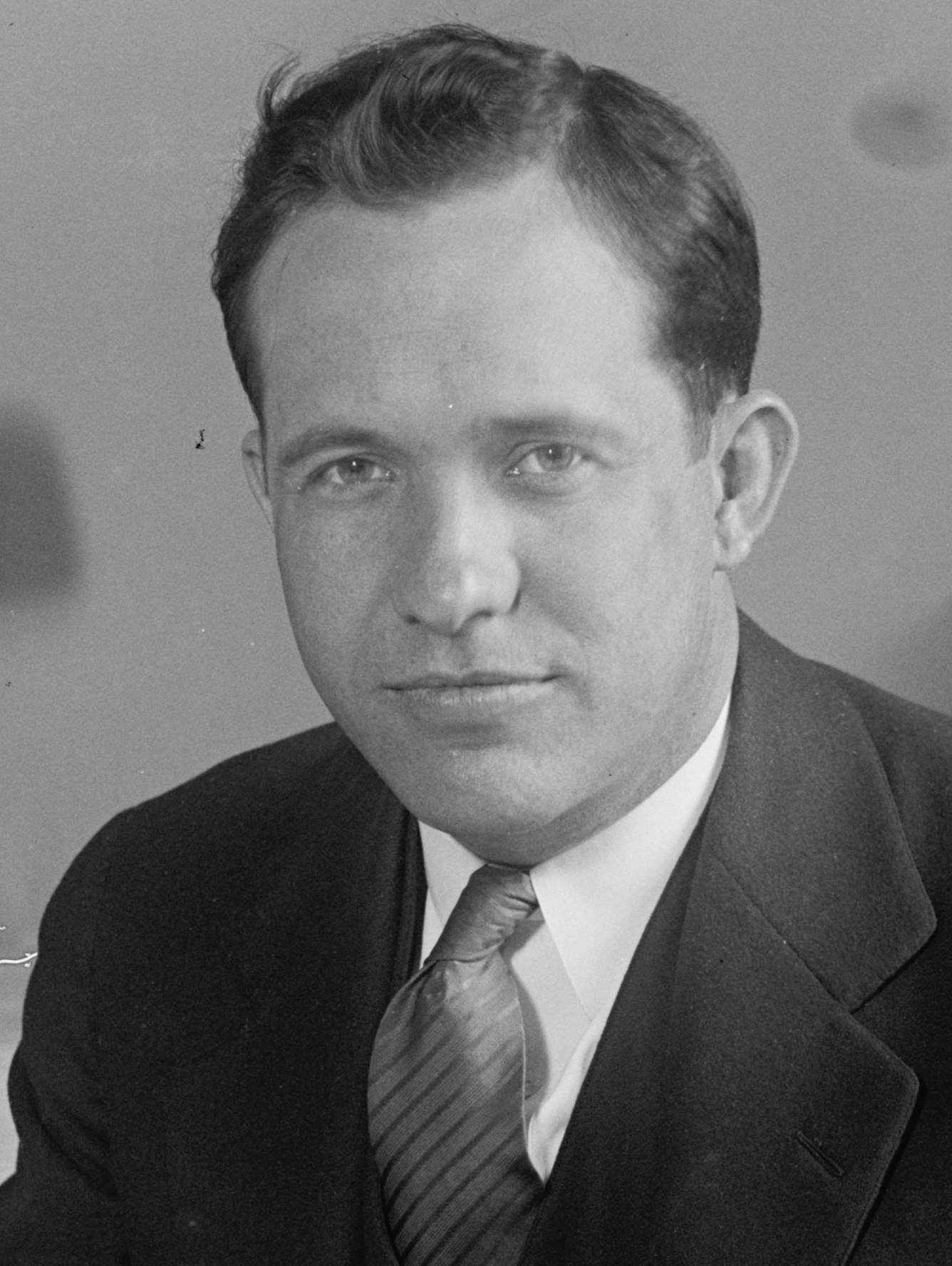
David William Hopkins (1929)

David William Hopkins (* 31. Oktober 1897 in Troy, Doniphan County, Kansas; † 14. Oktober 1968 in Saint Joseph, Missouri) war ein US-amerikanischer Politiker. Zwischen 1929 und 1933 vertrat er den Bundesstaat Missouri im US-Repräsentantenhaus.

## Werdegang
Bereits im Jahr 1899 kam David Hopkins als Kleinkind mit seinen Eltern nach Saint Joseph in Missouri, wo er später die öffentlichen Schulen besuchte. Danach besuchte er bis 1916 die Graceland Academy in Lamoni (Iowa). In der Endphase des Ersten Weltkrieges war er zwischen Oktober und Dezember 1918 Feldwebel in einer Ausbildungseinheit der US Army. Nach seiner kurzen Militärzeit setzte Hopkins seine eigene Ausbildung zunächst bis 1920 mit einem Studium an der Iowa State University in Iowa City fort. Danach studierte er bis 1926 an der University of Missouri in Columbia. Bereits seit 1922 war er als Lehrer in Saint Joseph tätig. In den Jahren 1928 und 1929 war er Schulrat in dieser Stadt.
Politisch war Hopkins Mitglied der Republikanischen Partei. Nach dem Tod des Abgeordneten Charles L. Faust wurde er bei der fälligen Nachwahl für den vierten Sitz von Missouri als dessen Nachfolger in das US-Repräsentantenhaus in Washington, D.C. gewählt, wo er am 5. Februar 1929 sein neues Mandat antrat. Gleichzeitig mit der Nachwahl wurde er auch für die folgende Legislaturperiode gewählt. Nach einer weiteren Bestätigung im Jahr 1930 konnte er bis zum 3. März 1933 im Kongress verbleiben. Diese Zeit war von den Ereignissen der Weltwirtschaftskrise geprägt.
Im Jahr 1932 unterlag Hopkins dem Demokraten Jacob L. Milligan. Nach seinem Ausscheiden aus dem US-Repräsentantenhaus wurde er in der Versicherungsbranche tätig. Zwischen 1937 und 1967 gehörte er dem Bildungsausschuss in Saint Joseph an. David Hopkins starb am 14. Oktober 1968 in Saint Joseph, wo er auch beigesetzt wurde.